# Истеблишмент

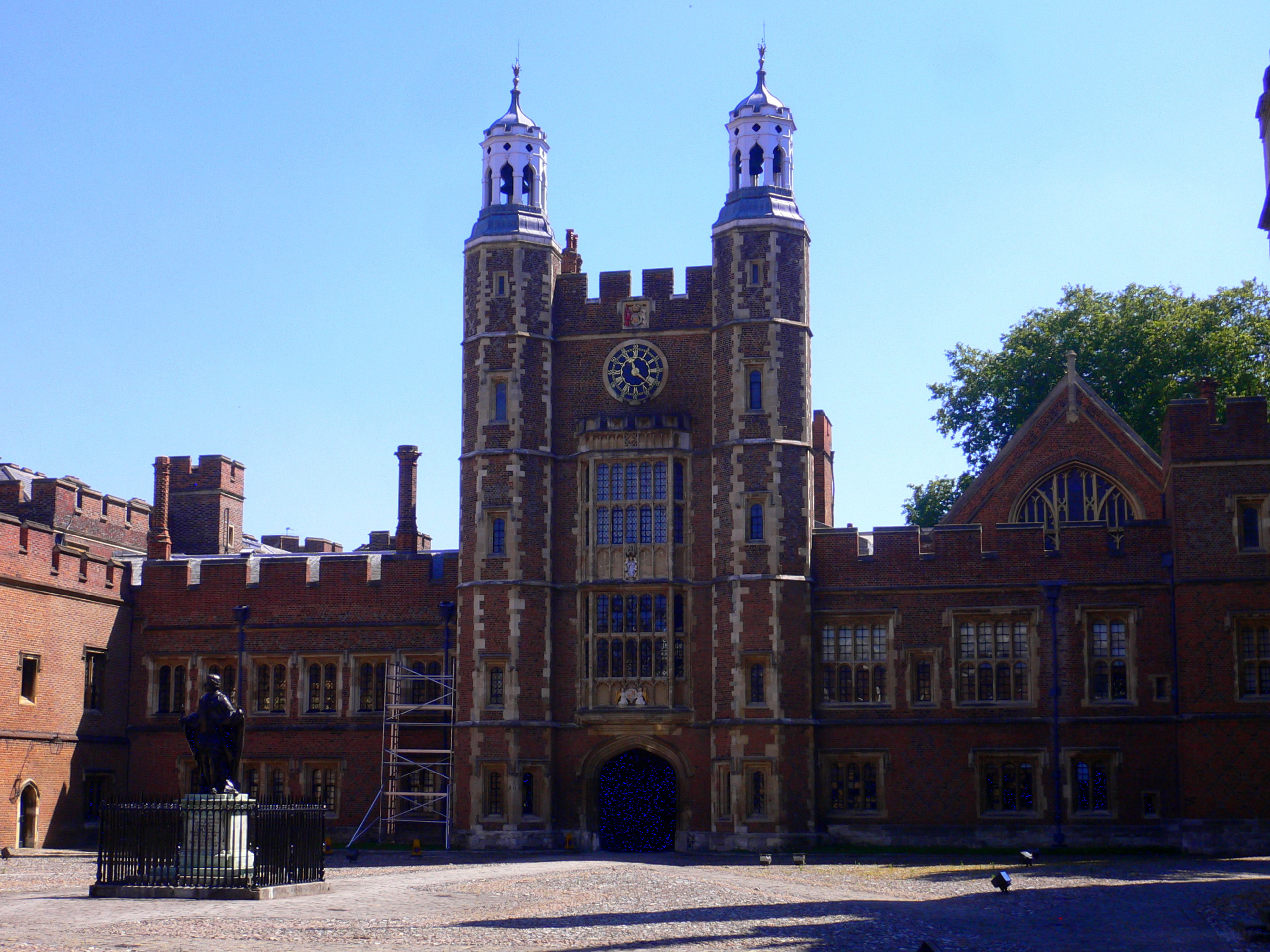
Итонский колледж, из которого вышли 20 премьер-министров Великобритании.

Исте́блишмент (от англ. establishment — «установление», «основание») — власть имущие, правящие круги, политическая элита, а так же вся система власти и управления.
Совокупность людей, занимающих ключевые позиции в социально-политической системе, являющихся опорой существующего общественного строя, оказывающих влияние на политическую, экономическую и общественную жизнь, и формирующих общественное мнение, Также совокупность государственных, экономических, общественно-политических институтов и организаций, с помощью которых эти люди поддерживают существующий социальный порядок.
Истеблишмент — разной степени формальности (официальности) политический уклад, включающий политическую элиту (власть имущие, правящие круги) со всеми её властными и управленческими полномочиями, по существу образовывающий разновидность глубинного государства.
Данный политический уклад может укорениться в странах с давними и развитыми монархическими традициями, где сама монархия была упразднена, и, как правило, присутствует парламентско-президентский тип правления, но политическая элита, тем не менее, концентрируется вокруг этой «старой монархии». К примеру, Великобритания, где существует Королевский дом монархов, а «здравствующий» монарх «царствует, но не правит»; или Турция, где Императорский дом Султанов (Османов) также продолжает существовать. 
Более новым вариантом истеблишмента может считаться созданный в ряде стран «Совет безопасности», само существование которого может признаваться формально.
Так как между истеблишментом и политической системой не предусматривается общественно-политических механизмов взаимодействия, на принимаемые внутри истеблишмента ключевые решения извне формально повлиять невозможно. Такое обстоятельство отождествляет понятие истеблишмента с глубинным государством.

## Противостояние истеблишменту
Сложившиеся в 1950-х годах альтернативные культурные течения отталкивались от существующего социального порядка, противопоставляя себя истеблишменту. Понятие истеблишмента при этом расширялось до общего представления о социальной среде, поддерживающей государственничество, послушность граждан установленному порядку, представление о «правильном» образе национальной истории и культуры, респектабельность как критерий человеческой ценности. Тотально-негативная оценка истеблишмента и использование самого термина как экспрессивно-оценочного имело в своей основе традиционное представление о низменном практицизме общественной деятельности и несовместимости такой деятельности с соблюдением нравственных заповедей. Но, в отличие от бунтарей и нон-конформистов прошлого, представители альтернативных культурных течений не смогли предложить таких некогда убедительных альтернатив, как уход от общества или надежду на его переустройство на более «чистых» началах.

## Истеблишмент в государствах социалистического лагеря
Специфической особенностью истеблишмента в СССР и других государствах социалистического лагеря было существование номенклатуры — перечня должностей, назначение на которые требовало утверждения органами правящей (коммунистической) партии. Само понятие номенклатуры было взято М. С. Восленским для обозначения истеблишмента в государствах с коммунистическим строем.
Вошедшая в современный российский истеблишмент бывшая советская номенклатура продолжает оставаться распознаваемой социальной группой.